# 128062 Szrogh
A 128062 Szrogh (korábbi nevén 2003 NW5) a Naprendszer kisbolygóövében található aszteroida. Sárneczky Krisztián és Sipőcz Brigitta fedezte fel 2003. július 6-án.

## Kapcsolódó szócikk
- Kisbolygók listája (128001–128500)